# Acanthodiaptomus denticornis
Acanthodiaptomus denticornis är en kräftdjursart som först beskrevs av Wierzejski 1887.  Acanthodiaptomus denticornis ingår i släktet Acanthodiaptomus och familjen Diaptomidae. Arten är reproducerande i Sverige. Inga underarter finns listade i Catalogue of Life.